# Рівниця

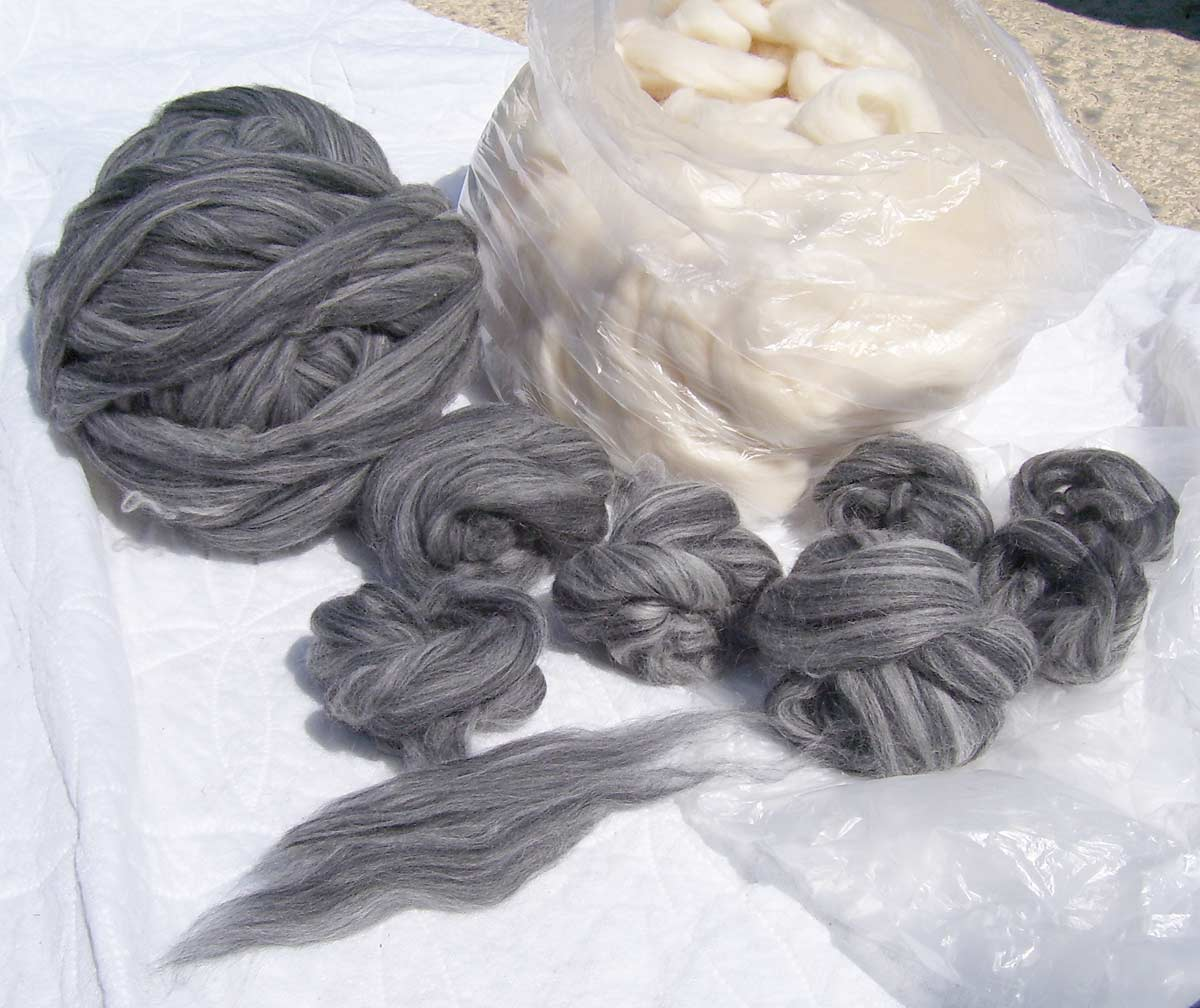
Вовняна рівниця

Рівни́ця — напівфабрикат прядильного виробництва у вигляді слабко зсуканої нитки, що йде на виготовлення пряжі. Являє собою проміжний продукт між стрічкою (малоущільненим продуктом, що складається із значного числа безперервно поздовжньо розташованих волокон, який виходить з чесальних машин) й пряжею.
Волокна в рівниці дещо розпрямлені і розташовані по її довжині досить рівномірно. Рівниця формується на рівничних машинах шляхом невеликого скручування (у прядінні бавовни, луб'яних волокон, гребінному прядінні довгої вовни) чи сукання (в апаратному прядінні і гребінному прядінні тонкої вовни) волокнистої стрічки). При цьому продукт набуває вигляду товстої нитки, ущільняється і одержує міцність, необхідну для намотування і розмотування, і разом з тим достатню для витягування рівниці на прядильних машинах (без пошкодження волокон). Основна вимога до рівниці — рівномірність за товщиною і структурою.